# Strzelanina w Utrechcie
Strzelanina w Utrechcie – wydarzenie, do którego doszło 18 marca 2019 w tramwaju w Utrechcie w Holandii. Według lokalnej policji i krajowego koordynatora ds. terroryzmu i bezpieczeństwa (NCTV), atak miał podłoże terrorystyczne.

## Przebieg
Do strzelaniny doszło 18 marca 2019 w tramwaju, pobliżu przystanku 24 Oktoberplein w Utrechcie. W ataku zginęły co najmniej 3 osoby, a 9 osób odniosło obrażenia. Według relacji mediów sprawca uciekł samochodem. Policja opublikowała zdjęcie mężczyzny tureckiego pochodzenia 37-letniego Gökmena Tanisa, poszukiwanego w związku z atakiem.

## Następstwa
Po ataku wszelkie objazdy tramwajów zostały wstrzymane zgodnie z zasadami transportu, a  debaty wyborcze i kampanie polityczne zawieszono. Meczety w mieście zamknięto.